# Sandrine Treiner
Sandrine Treiner, née le 17 novembre 1964 à Suresnes, est une journaliste et écrivaine française. Elle est directrice de France Culture à partir d'août 2015, succédant à Olivier Poivre d'Arvor. Critiquée pour son management autoritaire, elle démissionne en janvier 2023.

## Biographie

### Jeunesse et vie privée
Sandrine Treiner est née d'un père chimiste au CNRS et d'une mère femme au foyer ; sa famille est d'origine ukrainienne, moldave et polonaise, et Sandrine Treiner en a conservé un attachement particulier pour l'Europe orientale. Elle fréquente la Ligue communiste révolutionnaire (LCR) entre 19 et 25 ans.
Elle est mère d'une fille et d'un fils.

### Formation
Elle est diplômée d'études approfondies d'histoire du temps présent à l'Institut d'études politiques de Paris (1987).

### Carrière
En 1986, elle commence à travailler au journal Le Monde au service littéraire et supplément radio-télévision.
De 1998 à 2008, elle intègre France 3 comme rédactrice en chef et coproductrice de l’émission Un livre, un jour, présentée par Olivier Barrot. De 2006 à 2009, elle est aussi conseillère éditoriale et rédactrice en chef-adjointe de l’émission quotidienne Ce soir ou jamais animée par Frédéric Taddeï.
En 2009, Sandrine Treiner rejoint France 24 en qualité de rédactrice en chef des magazines de la culture, des grands entretiens et des débats. En parallèle, elle collabore à l’émission Le Cercle littéraire sur Canal+ Cinéma.
En août 2010, elle rejoint France Culture comme chroniqueuse pour la littérature et le cinéma à La grande table, l’émission de Caroline Broué et Hervé Gardette, avant d’être recommandée au poste de conseillère de programmes de la chaîne en octobre 2010. En novembre 2011, elle devient directrice adjointe de France Culture chargée de l'éditorial.
En juillet 2015, elle assure l'intérim à la tête de France Culture après le départ d'Olivier Poivre d'Arvor, avant d'être nommée directrice en titre le 25 août et de prendre ses fonctions le 1er septembre. Cette période est marquée par une hausse de l'audience et un rajeunissement de l'audimat, notamment grâce aux outils de podcast et de replay. Les commentateurs notent que la radio devient à cette période « moins professorale, plus accessible, la station a détendu son ton, a renouvelé ses présentateurs [...]. Sandrine Treiner a nettoyé la grille des programmes et l’a rendue plus claire, avec des thématiques bien identifiées à chaque heure », même si d'après le présentateur Arnaud Laporte « le revers est qu’elle a la main sur tout ».
La présidence Treiner de France Culture coïncide avec une période faste en termes d'audience, comme pour toutes les grandes chaînes du groupe Radio France. Toutefois, si l'arrivée aux commandes de Sandrine Treiner avait déjà provoqué des remous remarqués, l'année 2022 est marquée par une importante vague de départs de nombreux salariés (y compris des cadres et présentateurs vedettes) et une multiplication des arrêts de travail, alertes de la médecine du travail et procédures aux prud'hommes. En septembre, une enquête de Libération révèle l'atmosphère délétère imposée par Sandrine Treiner, relevant selon les témoignages des salariés d'un « système de violence et de soumission » venu d’en haut, caractérisé par une « verticalité dictatoriale » assurée par la « mise en insécurité » et l'« humiliation » des employés, dont la grande majorité se trouve en CDD de moins d'un an, renouvelés ou pas suivant la volonté hiérarchique.
Selon un ancien employé interrogé, « Sandrine a des velléités de contrôle absolu sur ce qui se passe. Comme elle ne sait pas s’entourer de gens lui apportant la contradiction, elle n’a plus que des courtisans autour d’elle. » Elle vivrait ainsi, selon les journalistes, dans une obsession de la loyauté, interprétant toute contradiction comme une trahison. D'après un producteur, aux réunions d'antenne hebdomadaires « plus personne ne parle, tout le monde attend que cela passe et sort en levant les yeux au ciel. Ce sont des longs monologues d’une heure de Sandrine Treiner », entraînant « un climat de résignation ». Des investigations complémentaires sont menées par d'autres médias comme L'Obs, aboutissant à des témoignages concordants. Elle démissionne le 24 janvier 2023 de la direction de France Culture, mais reste salariée de Radio France. Le mois suivant, un cabinet d’audit indépendant rend un rapport accablant, qui « valide en tout point les révélations » de Libération en décrivant son « management à l’affect » et le système « d’allégeance et de loyauté » qui a conduit 80% des 174 salariés interrogés à « éprouver un sentiment de peur » ou « de résignation ».

## Affaire Duhamel
Le 14 janvier 2021, dans une enquête du Monde, Sandrine Treiner reconnaît avoir été informée « en 2011 » des accusations de pédophilie à l'égard d'Olivier Duhamel.
Le 17 février suivant, Le Canard enchaîné remarque que ce dernier a été invité à plusieurs reprises sur la chaîne, notamment en novembre 2016 pour commenter la primaire de la droite. 
Pourtant, dans un entretien à Puremedias, elle affirmait : « [Olivier Duhamel n'est] plus venu sur l'antenne de France Culture depuis que je dirige la station. »
En avril 2012, avant la présidence de Sandrine Treiner, Olivier Duhamel produisait aussi une série documentaire en vingt épisodes pour France Culture, intitulée « Histoire des présidentielles ».

## Décorations
- Chevalière de l'ordre des Arts et des Lettres (2016).

## Publications
- L’Idée d’une tombe sans nom, Grasset[19], 2013
- Le Livre noir de la condition des femmes (coordination et coauteur, avec Christine Ockrent), Paris, XO, 2006
- La Pilule, et après ? : deux générations face au contrôle des naissances, Stock, 1996
- La Saga Servan-Schreiber (coécrit avec Alain Rustenholz), Le Seuil, 1993

### Anthologies littéraires
- Le Goût d’Odessa, Le Goût de l’Amour, Le Goût de l’Amitié, Mercure de France – 2005, 2008, 2010

## Filmographie
Sandrine Treiner est l'auteur de plusieurs documentaires culturels pour la télévision.
En 2002, elle écrit et réalise un moyen métrage de cinéma adapté d’Inconnu à cette adresse de Kathrine Kressmann Taylor (diffusion France 3).